# Santo Stefano (Spinello Aretino)
Il Santo Stefano è un dipinto a tempera e oro su tavola (93x33 cm) di Spinello Aretino, databile al 1400-1405 circa, e conservato nella Galleria dell'Accademia a Firenze.

## Descrizione e stile
Il piccolo tabernacolo mostra santo Stefano a piena figura, con la pietra che ricorda il suo martirio e con in mano un vessillo dell'Agnus Dei, che compare anche negli stemmi sulla base: si tratta dell'emblema dell'Arte della Lana, una delle più potenti corporazioni di Firenze, che aveva in Stefano proprio il suo protettore.
Nella cuspide si vede una Crocifissione tra i dolenti, Maria e Giovanni accucciati: l'opera è mal proporzionata, infatti Cristo è molto più piccolo delle due figure ai lati. Queste ultime possono vantare però un'elegante forma del panneggio, che si ripiega sinuosamente.
L'opera è significativa dello stile tardo di Spinello, improntato a un decorativismo sempre più accentuato.

## Altre immagini

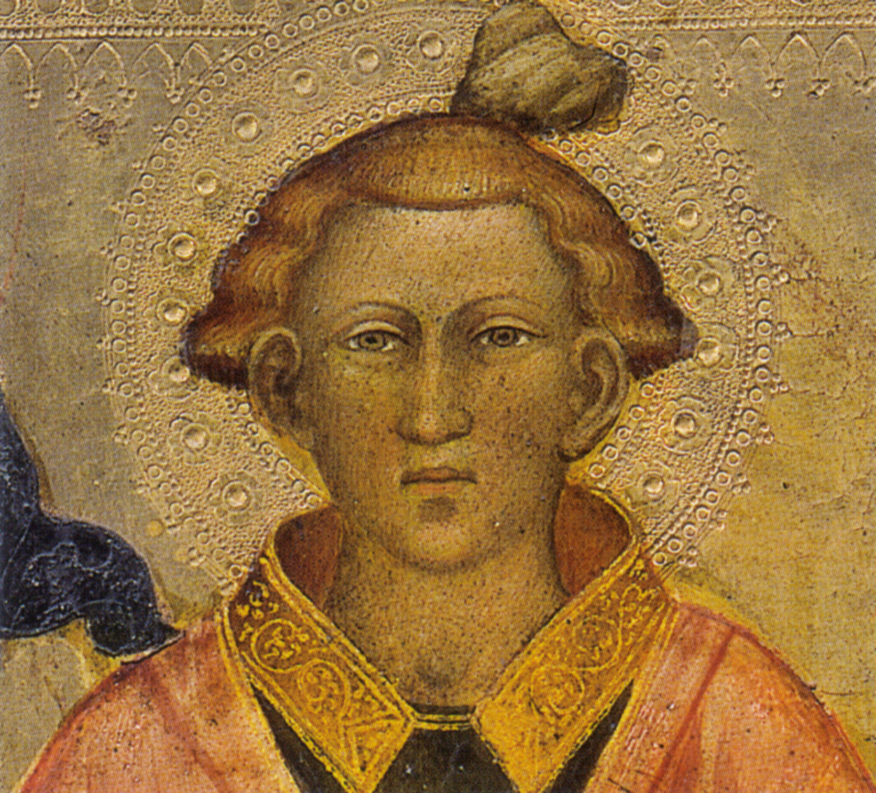
Dettaglio
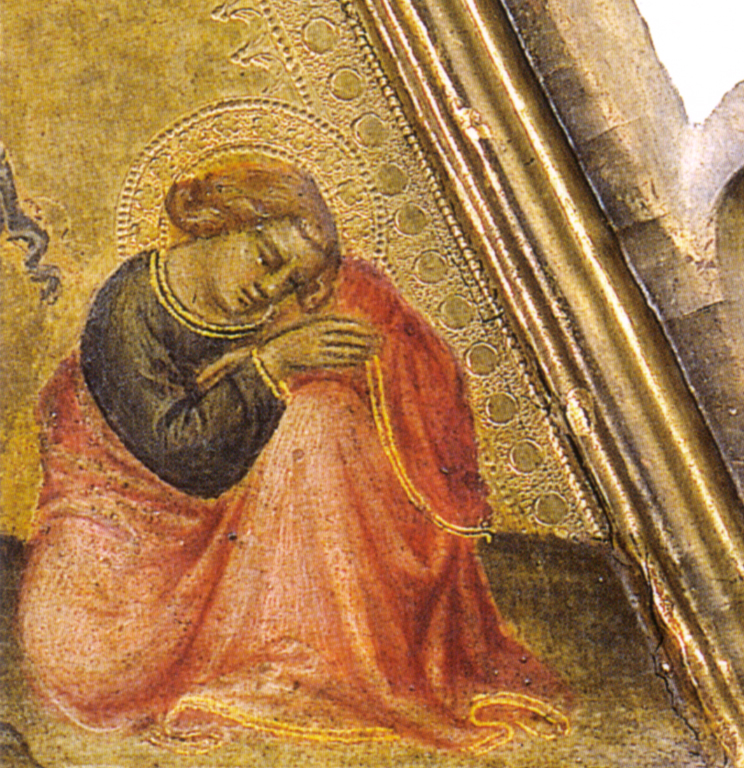
Dettaglio